# Garden Reach
Garden Reach és un antic barri de Calcuta a la riba del riu Hugli. Inclou el lloc on estava l'antic fort d'Aligarh que fou conquerit per Robert Clive el 1756. Fou residència preferida dels residents europeus a Calcuta, i moltes cases destacades es van construir entre 1768 i 1780. Hi va viure l'antic rei d'Oudh i alguns dels seus descendents.